# Macauische Fußballnationalmannschaft der Frauen
Die macauische Frauenfußballnationalmannschaft ist eine Auswahlmannschaft der Macau Football Association, die das Territorium Macau auf internationaler Ebene bei Frauen-Länderspielen vertritt. Die Mannschaft nahm bislang nur an der Qualifikation zur Ostasienmeisterschaft teil, jedoch nicht an Asienmeisterschaften und Weltmeisterschaften. Derzeitiger Trainer ist Meng Jun.

## Geschichte
Ihr erstes Spiel absolvierte die Mannschaft bei der Qualifikation zur Ostasienmeisterschaft 2015. Das Spiel gegen Guam wurde mit 11:0 verloren und auch das zweite Gruppenspiel gegen die Nördlichen Marianen wurde verloren. Bei der Qualifikation zur Ostasienmeisterschaft 2017 gab es wieder eine Niederlage gegen Guam sowie ein Unentschieden gegen die Nördlichen Marianen, womit die Qualifikation erneut nicht gelang. Ebenso wurde die Qualifikation zur Ostasienmeisterschaft 2019 verpasst, da das Gruppenspiel gegen Guam verloren und gegen die Nördlichen Marianen und die Mongolei nur jeweils ein Unentschieden erzielt wurden.

## Turniere

### Weltmeisterschaft
- 1991 bis 2027: Nicht teilgenommen

### Asienmeisterschaft
- 1975 bis 2026: Nicht teilgenommen

### Ostasienmeisterschaft
- 2005 bis 2013: Nicht teilgenommen
- 2015: Nicht qualifiziert
- 2017: Nicht qualifiziert
- 2019: Nicht qualifiziert
- 2022: Nicht teilgenommen
- 2025: Nicht qualifiziert